# Владислава Јевтушенко
Владислава Јевтушенко (рус. Владислава Евтушенко; Чита, 1. мај 1996) руска је глумица, плесачица, манекенка, прва пратиља Мис Русије 2015. и представница Русије на избору за Мис универзума 2015.

## Приватни живот
Рођена је 1. маја 1996. године у Чити, Забајкалска Покрајина, Русија. Као дете била је фасцинирана геологијом, бавила се плесом, али била је активна и у неким спортовима, као што су тенис и атлетика. Интересује се за психологију и често је укуључена у обуке како би помогла другима да остваре своје циљеве. 2014. је уписала Политехнички Универзитет Петра Великог у Санкт Петербургу, смер Менаџмент за међународну сарадњу. У слободно време, бави се моделингом и учествује у креативним и комерцијалним пројектима.

## Каријера

### Мис Русије 2015.
На такмичењу за Мис Русије 2015. била је прва пратиља. Титула победнице припала је Софији Никитчук а друга пратиља је била Анастасија Наиденова. Софија је изабрана да буде представник Русије на такмичењу за Мис света које се одржало 19. децембра 2015, а Владислава за Мис универзума 2015.

### Мис универзума 2015.
Била је представник Русије на такмичењу за Мис универзума 2015. али се није пласирала у полуфинале.

### Остали радови
Појављује се у споту Сергеја Лазарева за његову песму You are the only one с којом се представио на Песми Евровизије 2016.